# Liste des sous-marins du Pakistan

Pavillon de la marine pakistanaise

La liste des sous-marins du Pakistan regroupe les sous-marins commandés ou exploités par la marine pakistanaise au fil des ans. Ils sont regroupés par classe, et au sein de la classe, triés par numéro de fanion.

## Sous-marins d’attaque conventionnels
| Classe               | Photo     | Type                               | Quantité  | Origine         | Navire                                                                                 | Déplacement | Note |
| Actif (5)            | Actif (5) | Actif (5)                          | Actif (5) | Actif (5)       | Actif (5)                                                                              | Actif (5)   | Actif (5) |
| -------------------- | --------- | ---------------------------------- | --------- | --------------- | -------------------------------------------------------------------------------------- | ----------- | --- |
| classe Agosta-90B    |           | sous-marin d'attaque conventionnel | 3         | France Pakistan | PNS Khalid (S137)PNS Saad (S138)PNS Hamza (S139)                                       | 2050 tonnes | Le premier sous-marin a été construit en France mais avec un accord de transfert de technologie, les deux suivants ont été construits à Karachi Shipyard, au Pakistan, Ils ont été mis à niveau par STM, en Turquie,. |
| classe Agosta-70     |           | sous-marin d'attaque conventionnel | 2         | France          | PNS Hashmat (S135)PNS Hurmat (S136)                                                    | 1760 tonnes | Ces sous-marins à l’origine devaient être vendus à l’Afrique du Sud, mais après que l’ONU ait décidé un embargo contre ce pays, ils ont été vendus au Pakistan à la place. |
| Futures acquisitions |           |                                    |           |                 |                                                                                        |             | |
| classe Hangor        |           | sous-marin d'attaque conventionnel | 8         | Chine Pakistan  | PNS Hangor PNS Ghazi PNS Shushuk PNS Mangro PNS Tasnim PNS Seem Maai PNS (??) PNS (??) | 2800 tonnes | Huit sous-marins sont en commande, les quatre premiers étant construits en Chine par la China Shipbuilding Trading Company (CSOC) et les quatre derniers étant construits au Pakistan par Karachi Shipyard & Engineering Works (KSEW). Les quatre premiers sous-marins doivent être livrés en 2023, tandis que les quatre derniers seront livrés en 2028. |

## Sous-marins de poche
| Classe        | Photo  | Type                                   | Quantité | Origine         | Navire          | Déplacement | Note |
| Actifs        | Actifs | Actifs                                 | Actifs   | Actifs          | Actifs          | Actifs      | Actifs |
| ------------- | ------ | -------------------------------------- | -------- | --------------- | --------------- | ----------- | --- |
| Classe Cosmos |        | Sous-marin de poche d’eau peu profonde | 3        | Pakistan Italie | X-Craft X-Craft | 110 tonnes  | 3 actifs. Ces mini-sous-marins ont été conçus par la firme italienne M/s COSMOS en 1986 mais construits au Pakistan par Karachi Shipyard par un accord de transfert de technologie. |